# Margaret Sanger
Margaret Higgins Sanger (roj. Margaret Louise Higgins), ameriška pisateljica, medicinska sestra, učiteljica spolne vzgoje, kontracepcijska aktivistka, * 14. september 1879, New York, Združene države Amerike, † 6. september 1966, Tucson, Arizona, ZDA.

## Življenje
Margaret Sanger se je rodila 14. septembra leta 1879, kot 6. otrok očetu Michael Hennesseyu Higginsu, irskemu kamnoseku in svobodomislecu, in materi Anni Purcell Heggins. Michael H. Heggins je bil katolik, ki je pozneje postal ateist in aktivist za ženske pravice ter dostopnost javne izobrazbe.
Margaret je v svoji mladosti opravljala hišna opravila in skrbela za svoje mlajše sorojence. S podporo svojih dveh starejših sester se je vpisala na Claverack College in Hudson River Institute, leta 1900 se je kot pripravnica v bolnišnici White Plains usposabljala, da bi postala medicinska sestra.
Leta 1902 se je poročila z arhitektom Williamom Sangerjem in opustila svoje izobraževanje. Kljub zdravstvenim težavam, ki jih je imela zaradi tuberkuloze, je rodila tri otroke in se s svojo družino ustalila v Westchesterju v New Yorku.
Leta 1921 sta se z možem ločila, leto kasneje se je poročila z Noahom Sleejem. Umrla je zaradi srčnega popuščanja leta 1966 v Tucsonu v Arizoni, stara 86 let, leto po tem ko je bila kontracepcija legalizirana po celotni državi. Pokopana je v Fishkillu v New Yorku, skupaj s svojo sestro in možem Noahom Sleejom.

## Delo

### Socialni aktivizem
Leta 1911, po požaru, ki ji družini Sanger uničil dom, so se preselili v New York in predmestno življenje pustili za seboj. Tam je Margaret je delala kot domača medicinska sestra v slumih v vzhodnem New Yorku. V tem času se je pod vplivom svojega levičarsko usmerjenega moža začela ukvarjati tudi s politiko. Pridružila se je ženskemu komiteju newyorških socialnih strank in se udeleževala delavskih stavk. Sodelovala je tudi z lokalnimi intelektualci, socialisti in aktivisti, vključno z znanimi imeni, kot so John Reed, Upton Sinclair, Mabel Dodge in Emma Goldman. Njeni politični interesi, razvoj feminizma in medicinske izkušnje, so jo spodbudili, da je napisala dve seriji kolumn o spolni vzgoji z naslovoma Kaj bi morala vedeti vsaka mater (What every mother should know) in Kaj bi moralo vedeti vsako dekle (What every girl should know), ki sta bili objavljeni v reviji New York Call. Za takratni čas so bili njeni članki svobodomiselni in progresivni, zato so bili nekateri nad njimi ogorčeni, nekateri pa so jo podpirali. Obe deli sta bili leta 1916 objavljeni tudi v knjižni obliki. 
Medtem ko je delala s priseljenkami, predstavnicami delavskega razreda, je Margaret spoznala žensko, ki je zaradi pomanjkanja izobrazbe na področju nezaželene nosečnosti pogosto doživljala spontane splave. Dostopa do informacij o kontracepciji, kaj šele do kontracepcije same, takrat zaradi strogih zakonov ni bilo, saj je veljala za nespodobno. Te problemi so bili predstavljeni v zgodbi, za katero še danes ne vemo, ali je resnična. Govori o Sadie Sachs, ženski, ki je zaradi več spontanih splavov doživljala hude zdravstvene težave, za katere je poskušala najti rešitev pri svojem zdravniku, ki ji je le svetoval, naj je manj spolno aktivna. Po nekaj mesecih je Sadie poklicala Margaret, ki si je ob pogledu nanjo po še enem spontanem splavu, prisegla, da ne bo vzela nobenega primera več, dokler ne omogoči, da imajo vse delavne ženske v državi dostop do kontracepcije. S tem se je začelo njeno prizadevanje za pomoč vsem ženskam v boju z nezaželeno nosečnostjo.
S povečanjem moči delavskega razreda, je Margaret uspela ena najbolj korenitih sprememb na področju tveganja nezaželene nosečnosti. Zavzemala se je za odpravo cenzuriranja informacij o kontracepciji.
Leta 1914 je Margaret začela izdajati 8-stransko mesečno glasilo The Woman Rebel, ki je promoviralo dostopnost in uporabo kontracepcije. Margaret je v sodelovanju s svojimi prijatelji anarhisti poskušala popularizirati izraz »birth control« oz. kontracepcija, ki takrat ni bil v uporabi, ampak so bili bolj razširjeni izrazi, ki so kontracepcijska sredstva opisovali kot omejitev družine. Margaret je trdila tudi, da bi morala biti vsaka ženska sama popolna gospodarica svojega telesa.
Eden njenih ciljev je bil izzvati pravna sredstva proti državnim zakonom, ki so prepovedovali uporabo kontracepcije in informiranje o njej, saj so jo povezovali z opolzkostjo in vulgarnostjo. Čeprav je lokalna pravna oblast zavrnila sedem od petih izdaj glasila The Woman Rebel s članki na to temo, je Margaret nadaljevala z objavo in celo začela s pisanjem brošure, ki je oporekala tem zakonom, z naslovom Family Limitaton. V njej je na šestnajstih straneh podrobno navedla informacije o kontracepciji in opisala različne metode uporabe kontracepcijskih sredstev. Avgusta 1914 je bila zaradi objavljanja glasila The Woman Rebel obtožena kršenja zakona »proti opolzkosti« in v izogib sojenju zapustila državo.
Velik vpliv nanjo so imele tudi liberalne ideje Havelocka Ellisa. Pod njegovim okriljem je iskala način, da bi bili spolni odnosi za ženske varnejši, obenem pa tudi prijetnejši.

### Gibanje za kontrolo rojstva ("Birth control movement")
Nekatere države v severozahodni Evropi so tisti čas imele več liberalnih pravil o kontracepciji kot ZDA. Ko je leta 1905 Margaret obiskala nizozemsko kliniko za kontracepcijo, se je poučila o diafragmah in spoznala, da so le-te bolj učinkovite kot pa kontracepcijska sredstva, ki jih je dostavljala ameriškemu trgu. Diafragem ni bilo moč dobiti v ZDA, zato so jih Margaret in drug začeli uvažati iz Evrope navkljub zakonom.
16. oktobra 1916 je Margaret odprla ambulanto za načrtovanje družine in kontracepcijo v soseski Brownsville v Brooklynu. To je bila prva temu namenjena ambulanta v ZDA. Devet dni po tem, ko se je ambulanta odprla, je bila Margaret aretirana. Po vplačani varščini v večini 500$, se je vrnila domov in nadaljevala svoje delo v kliniki dokler je ni policija vnovično aretirala, skupaj z njeno sestro Ethel Byne zaradi distribucije kontracepcije, ki je bila prepovedana. Sodili so jima januarja 1917. Ethel je bila kaznovana z 30-dnevnim delom v posebnem delavskem zavodu, kjer se je odločila za gladovno stavko. Tudi Margaret je bila dodeljena enaka kazen kot sestri po tem, ko je sodniku, ki je bil mnenja, da ženske nimajo pravice do spolnega občevanja, ne da bi spočele, dejala, da se z zakoni kot so obstajali takrat, ne strinja. Kontracepcijsko gibanje je doseglo vrh, ko je sodnik Frederick F. Cane na newyorškem sodišču podal odlok, ki je zdravnikom dovoljeval predpisovanje kontracepcije. Medijska pozornost, namenjena Margaretini aretaciji in sojenju, je zanetila gibanje za dostopnost kontracepcije po vsej državi.
Februarja 1917 je začela mesečno izdajati revijo Birth Control Review.

### Ameriška liga za kontrolo rojstva (»American birth control league«)
Po 1. svetovni vojni se je Margaret oddaljila od radikalne politike in leta 1921 ustanovila ABCL, da bi povečala število svojih podpornikov, ki bi bili tudi pripravniki srednjega sloja. ABCL je temeljila na treh načelih:
1. Otroci bi morali biti spočeti iz ljubezni.
2. Otroci bi morali biti rojeni mami, ki si to zavestno želi.
3. Otroci bi se morali roditi samo v razmerah, ki bi jim omogočale zdrav razvoj.

Zato bi morala imeti vsaka ženska moč, da prepreči nezaželeno spočetje, razen če so ti trije pogoji izpolnjeni. Leta 1923 je ustanovila Clinical Research Bureau (CRB), ki je bil prva legalna ordinacija za kontracepcijo v ZDA, v kateri so bile zaposlene izključno ženske. Ordinacija je prejemala veliko finančnih sredstev od John D. Rockefeller ml. in njegove družine.
V dvajsetih letih 19. stol. je napisala nekaj knjig, ki so spodbujale uporabo kontracepcije. Med letoma 1920 in 1926 je bilo prodanih več kot pol milijona izvodov Woman and the New Race in The Pivot of Civilization. Da bi promovirala ta namen, je napisala tudi dve avtobiografiji: My Fight for Birth Control (1931) in Margaret Sanger: An Autobiography (1938).

### Delo s temnopoltimi
Margaret je sodelovala tudi z uglednimi temnopoltimi voditelji in profesionalci, ki so videli potrebo po kontracepciji tudi v temnopoltih skupnostih. Na željo Jamesa Huberta, socialnega delavca in voditelja newyorške Urban League, je leta 1930 odprla ambulanto v Harlemu, v kateri so delali samo temnopolti. Margaret pri svojem osebjem ni tolerirala kakršnekoli zavrnitve dela, kadar je šlo za medrasne projekte. S svojim delom z manjšinami pa si je prislužila hvalo Martin Luther Kinga ml. 
Sodelovala je v projektu nadzora rojstev za temnopolte (Negro Project), kjer si je skupaj z drugimi prizadevala za dostopnost kontracepcije revnemu temnopoltemu prebivalstvu. Kljub nasprotovanju nadrejenih, je Margaret hotela, da vodilno vlogo pri projektu zavzamejo temnopolti pridigarji. Dejala je tudi: »Najuspešnejši učeni pristop do temnopoltih je preko religije. Nočemo, da svet misli, da hočemo temnopolte iztrebiti, in pridigar je tisti, ki bi moral miriti, kakršenkoli izbruh bolj vernih pripadnikov temnopoltih skupnosti.« Ti so menili, da hoče Margaret s kontracepcijo zmanjšati število temnopoltih prebivalcev proti njihovi volji.

### Seznam del
•	What Every Mother Should Know – 1912
•	Family Limitation – 1914
•	Fight for Birth Control - 1916 
•	Birth Control A Parent's Problem or Women's? - 1919
•	The Case for Birth Control: A Supplementary Brief and Statement of Facts – 1917
•	Woman and the New Race - 1920
•	Debate on Birth Control – 1921
•	The Pivot of Civilization - 1922
•	Motherhood in Bondage - 1928
•	My Fight for Birth Control -1931
•	An Autobiography -1938
Prevodov njenih del v slovenščino še ne poznamo, zato so naslovi napisani v izvirniku.

## Njena stališča

### O seksualnosti
Velik vpliv na Margaret je imel angleški psiholog Havelock Ellis, od katerega je prevzela tudi svoj pogled na seksualnost, za katero je menila, da je močna in osvobodilna sila. Menila je, da bi kontracepcija ženskam omogočila, da bi v spolnosti bolj uživale in se ne bi bale nezaželene nosečnosti. Čeprav je bila nasprotnica samozadovoljevanja in je menila, da ni bolj nagnusne in odbijajoče navade kot je le-ta, ni nasprotovala homoseksualnosti. Verjela je, da bi se moralo o seksu bolj odkrito govoriti in krivila krščanstvo za zatrtje takih razprav.

### O evgeniki
Po 1. svetovni vojni si je prizadevala s kontracepcijo omejiti število rojstev pri tistih, ki si jih niso mogli privoščiti. Odkrila je tudi, da kontracepcija sovpada z evgeniko, družbeno filozofijo, ki zagovarja izboljševanje človeških dednih lastnosti z različnimi oblikami posegov. Bila je zagovornica negativne evgenike, katere cilj je znižanje plodnosti ljudi, ki so genetsko »slabši« - imajo kakšno genetsko napako ali dedno lastnost, ki v družbi velja za slabo. Sredstvi za to sta bili včasih prisilna sterilizacija in celo pobijanje ljudi, ki so prenašalci dednih bolezni. Danes bi mednje uvrstili načrtovanje družine ter splav. Margaret se je zavzemala za brezplačno kontracepcijo in avtonomijo načrtovanje družine za ljudi, ki so bili za to sposobni in primerni, pa tudi za prej omenjeno prisilno sterilizacijo neprimernih. Verjela je, da mora odločitev o kontracepciji ostati v rokah staršev, ne pa države in da je samostojna odločitev o materinstvu edina prava podlaga za družbeni napredek.